# Nan-čchung
Nan-čchung (čínsky pchin-jinem Nánchōng, znaky 南充) je městská prefektura v Čínské lidové republice. Patří k provincii S’-čchuan. Má rozlohu 12 391 čtverečních kilometrů a v žije v ní přes pět a půl milionů lidí, z 99,88 % Chanové.

## Poloha
Nan-čchung leží v kopcovité krajině na severovýchodě provincie S’-čchuan, přibližně čtvrtina prefektury je zalesněná. Od severu k jihu teče přes prefekturu řeka Ťia-ling, přítok Jang-c’-ťiang.
Prefektura Nan-čchung hraničí na severu s Kuang-jüanem, na severovýchodě s Pa-čungem, na východě s Ta-čou, na jihu s Kuang-anem, na jihozápadě se Suej-ningem a na západě s Mien-jangem.

## Přírodní zdroje
Na území prefektury jsou velké zásoby ropy a zemního plynu. Také je zde největší břidlicový důl v rámci západní Číny.

## Administrativní členění
Městská prefektura Nan-čchung se člení na devět celků okresní úrovně, a sice tři městské obvody, jeden městský okres a pět okresů.
| Šun-čching Kao-pching Ťia-ling městský okres · Lang-čung okres · Nan-pu okres · Jing-šan okres · Pcheng-an okres · I-lung okres · Si-čchung |        |                       |                    |                                  |
| Název | Název  | Počet obyvatel (2020) | Rozloha km² (2020) | Hustota zalidnění (obyv. na km²) |
| český přepis | znaky  | Počet obyvatel (2020) | Rozloha km² (2020) | Hustota zalidnění (obyv. na km²) |
| Městské obvody |        |                       |                    |                                  |
| Šun-čching | 顺庆区 | 834 294               | 542                | 1 541                            |
| Kao-pching | 高坪区 | 570 415               | 813                | 702                              |
| Ťia-ling | 嘉陵区 | 531 825               | 1 172              | 454                              |
| Městský okres |        |                       |                    |                                  |
| Lang-čung | 阆中市 | 622 667               | 1 877              | 332                              |
| Okresy |        |                       |                    |                                  |
| Nan-pu | 南部县 | 817 235               | 2 123              | 385                              |
| Jing-šan | 营山县 | 620 480               | 1 633              | 380                              |
| Pcheng-an | 蓬安县 | 461 485               | 1 331              | 347                              |
| I-lung | 仪陇县 | 729 141               | 1 792              | 407                              |
| Si-čchung | 西充县 | 420 023               | 1 108              | 379                              |
| |        |                       |                    |                                  |
| Celkem | Celkem | 5 607 565             | 12 391             | 453                              |